# Brachymeria margaroniae
Brachymeria margaroniae är en stekelart som beskrevs av Joseph, Narendran och Joy 1973. Brachymeria margaroniae ingår i släktet Brachymeria och familjen bredlårsteklar. Inga underarter finns listade.